# 黃君澤
黃君澤（?—?），清朝政治人物。
咸丰9年（1859年），擔任清朝遵义府婺川縣知縣。后由許遠長接任。